# Volker Lüderitz
Volker Lüderitz (* 30. März 1959 in Schönebeck (Elbe)) ist ein Hochschullehrer und deutscher Politiker (PDS). Er war von 1990 bis 1998 Mitglied im Landtag Sachsen-Anhalt.

## Leben

### Berufliche Tätigkeit
Volker Lüderitz arbeitete nach dem Besuch der POS und EOS zunächst als Chemiefacharbeiter. Das Studium schloss er mit dem Abschluss als Diplombiologe ab. 1988 wurde er an der Humboldt-Universität zu Berlin mit einer Arbeit zur Kupferwirkung auf Planktonalgen zum Dr. rer. nat. promoviert. 2008 habilitierte er sich an der Ernst-Moritz-Arndt-Universität Greifswald mit seiner Arbeit „Schutz und Regeneration von Gewässerökosystemen und Wasserressourcen durch ingenieurökologische Methoden“. Nach einer Arbeit als Gruppenleiter für ökologische Biochemie/Umweltschutz wurde er Professor an der Hochschule Magdeburg-Stendal.

### Forschung und Lehrtätigkeit
Volker Lüderitz forscht auf den Gebieten der Fließgewässerbewertung- und Renaturierung, der Revitalisierung von Auenaltwässern sowie der Weiterentwicklung von künstlichen Feuchtgebieten zur Abwasserreinigung und hat Forschungsprojekte im In- und Ausland durchgeführt.
An der Hochschule Magdeburg-Stendal lehrt er als Professor im Bereich Wasser- und Kreislaufwirtschaft. Zu seinen Lehrgebieten gehören die biologisch-ökologischen Aspekte der Wasserwirtschaft, Hydrobiologie, Ökologie, Ökotoxikologie, Ökotechnologie, Gewässerökologie und Gewässerschutz.

### Politik
Volker Lüderitz war Mitglied der SED und seit der Umbenennung 1990 der PDS. In seiner Partei war er ehrenamtlicher Vorsitzender des Kreisvorstandes und Kreistagsabgeordneter seit 1990.
Er wurde bei der ersten Landtagswahl in Sachsen-Anhalt 1990 über die Landesliste in den Landtag gewählt. Im Landtag war er Vorsitzender im Ausschuss für Umwelt- und Naturschutz. Auch bei der Landtagswahl 1994 wurde er über die Landesliste gewählt.
Seit 2014 sitzt er im Gemeinderat von Colbitz. 2019 wurde er in den Verbandsgemeinderat Elbe-Heide und in den Kreistag Börde gewählt, wo er bis heute vor allem für Umwelt und Bau aktiv ist.

### Privates
Volker Lüderitz, der evangelischer Konfession ist, ist verheiratet und hat drei Kinder.